# 니콜 포셋
니콜 마리 포셋(영어: Nicole Marie Fawcett, 1986년 12월 16일 ~ )는 미국의 여자 배구 선수이다.
2005 - 2008년 펜실베이니아 주립 대학 시절, 2007-2008년 2번의 NCAA 우승을 거머쥐었고, 2005년 미국 배구 지도자 협회 올해의 신인상, 2008년 올해의 선수상을 수상했다. 같은 해, 뛰어난 지도력과 학업 성적, 지역 봉사 활동에 두각을 나타낸 여성 대학 선수에게 주어지는 혼다 스포츠상, 배구 부분을 수상했으나, 최우수상인 혼다 브로데릭 컵 수상에는 실패했다. 아버지 밥은 1972-73년까지 13개월 동안 경기도 평택에서 주한 미군으로 근무한 적이 있으며, 어머니 킴은 라이트 주립대 배구 선수였다. 또한 외할아버지가 1945년에 볼티모어 오리올스 투수로 활동했다고 한다. 니콜은 모교인 벤자민 로건 고등학교 명예의 전당 선수로 헌액되어 있으며, 그곳에서 아버지 밥은 27년째 특수 교육 교사로 일하고 있다. 동생 조는 라크로스 선수 트레이너로 활동중이다.

## 선수 경력

### 고등학교 시절
1986년 샌 안토니오에서 태어난 니콜 포셋은 오하이오 제인스필드에서 성장했다.
오하이오 벨파운튼에 있는 벤자민 로건 고등학교에서 4년동안 학교 우수(letterwinner) 배구선수였으며, 3년간 학교 우수(letterwinner) 육상선수를 수상했다. 2004-2005년 그녀는 높이 뛰기 지역 결선에 진출하기도 했다.

### 대학교 시절
- 1학년인 2005년 12월 3일 전미 대학배구대회(NCAA 토너먼트) 롱아일랜드 대학과의 경기에서 본인의 한경기 최고 공격성공률을 기록했다. (18번 공격시도- 16번 공격 성공, 성공률 88.8%)

이는 역대 전미 대학배구 디비전1 공격 성공률(공격시도 15회 이상) 공동 19위에 해당한다.

### 성남 한국도로공사 하이패스 제니스 (2012-2013 시즌)
주전 리시버였던 임효숙의 은퇴, 황민경의 부상으로 시즌 1번째 경기에서는 아포짓이 아닌, 리시버로서 출전했으나, 이후 공격 비중을 늘리기 위해 2번째 경기부터 원래 포지션인 아포짓으로 돌아왔다. 시즌 득점 875점, 공격 성공률 49.45%를 기록하면서 좋은 모습을 보여주었으나, 팀은 17승 13패로 정규 시즌을 4위로 마감하면서 플레이오프 진출에 실패했다. 2013년 2월 12일 기업은행전에서 시즌 최고 득점인 55점을 기록하면서, 5라운드 MVP를 차지했다.
- 2013년 1월 23일 흥국생명전 1경기 서브 에이스 7개로 공동 2위

(한국 V리그 1위 기록은 2014년 11월 23일 데스티니 후커가 세운 서브 에이스 10개)
- 2013년 1월 23일 흥국생명전 4연속 서브 에이스

(한국 V리그 1위 기록은 2013년 2월 27일 오지영의 5연속 서브 에이스)
- 2013년 2월 12일 기업은행전, 1경기 최다 득점 55점 세계 기록[5] (역대 공동 3위)

(2013년 12월 19일 흥국생명 엘리사 바실레바가 57 득점으로 1위 기록을 갱신함)
- 2013년 2월 12일 기업은행전, V리그 1경기 최다 후위득점 26점 기록 (역대 2위)

(2013년 12 28일 인상공사 조이스 고메즈가 27득점으로 1위 기록을 갱신함)

### 성남 한국도로공사 하이패스 제니스 (2013-2014 시즌)
2012-13시즌 홀로 고군분투한 탓에 재계약은 힘들지 않을까 전망이 우세했지만, 2년 연속 재계약에 성공했다. 득점 843점, 공격 성공률 42.49%를 기록하면서 꾸준한 모습을 보여주었다. 시즌 초반 니콜 포셋은 2013 월드 그랜드 챔피언스컵 미국 대표 차출로 시즌 첫 경기에 출전한 뒤, 4경기 연속 결장했다. 팀은 13승 17패로 정규 시즌을 2년 연속 4위로 마감하면서 플레이오프 진출에 실패했다. 시즌 최고 득점은 2014년 3월 11일 흥국생명전에서 기록한 52득점이다.

### 성남 한국도로공사 하이패스 제니스 (2014-2015 시즌)
도로공사과 3년 연속 재계약했다. 시즌 최고 득점은 2005년 1월 29일 GS칼텍스 전에서 기록한 53득점으로, 네번째 세트에서만 24점을 기록해, 1세트 최다 득점(공격 21점, 서브에이스 1점, 블럭 2점)을 기록했다. 올스타 전에서 주전 리베로 김해란 선수가 십자인대 파열로 수술대에 오르게 되어, 도로공사 수비 조직력이 흔들렸다. 이 때문에 5라운드에서 니콜의 공격 점유율이 55.77%로 급격하게 상승해, 경기당 40.6 점을 기록했다. 연이은 활약으로 5라운드 MVP에 선정됐다. 한 라운드에서 경기당 40 득점 이상 기록한 선수는 마델라이네 몬타뇨와 니콜 포셋 밖에 없다.
시즌 말미 공격 점유율이 60%에 이를 정도로, 도로공사 공격 대부분을 책임졌다. 이런 니콜의 맹활약 때문에, 도로공사는 10년만에 정규리그에서 우승을 차지했다. 하지만, 주전 리베로 김해란 선수의 부상 공백과 니콜에게 과도하게 의존하는 공격력의 한계를 극복하지 못하고, 챔피언 결정전에서 기업은행에게 내리 3연패 하면서 통합 우승에는 실패했다. 외국인 선수에 대한 트라이아웃 시행 때문에, 올해를 끝으로 한국에서 떠나게 된 니콜은 마지막 경기에 대한 아쉬움에 자리를 뜨지 못하고 끝내 눈물을 쏟고 말았다. 시즌이 끝난 시상식에서 소속팀을 정규리그 1위로 이끈 활약해 힘입어, 같은 팀 세터 이효희 선수와 함께 공동 MVP를 수상했으며, 각 포지션별 우수선수를 뽑는 베스트 7(라이트)에 뽑혔다. 서남원 감독이나 여러 관계자들로부터 경기 내외적면에서 최고의 인성을 가진 선수로 평가받았다.
시즌이 끝난 후 열린 2015-16 시즌 외국인 선수 트라이아웃 장소가 미국 국가대표 상비군 연습장과 같은 곳이라, 니콜은 일정을 앞당겨 이효희 선수와 재회했다. 트라이아웃에 참가한 선수에게 조언을 아끼지 않았으며, 도로공사 관계자들에게 저녁을 사기도 하는 등 한국에 대한 변함없는 애정을 보여주었다.
- 2015년 1월 29일 GS칼텍스전 1세트 최다 득점 24점 V리그 역대 공동 1위 기록

(2011년 2월 24일 인삼공사 마델라이네 몬타뇨의 24점)
- 한 라운드 최다 득점 (5경기 기준) V리그 공동 1위

2014-15시즌 5라운드에서 203 득점
(2011-12 시즌 인삼공사 마델라이네 몬타뇨가 1라운드에서 기록한 203 득점)

### 푸첸 씨 멍 바오 (2015-2016 시즌)
더블 라운드 로빈 방식으로 이루어지는 중국 여자리그 1라운드에서 5승 5패 2조 4위를 차지, 승자전 2라운드에 진출했다. 소속팀에서 니콜은 팀 공격 점유율 35%을 담당, 공격 성공률 41%로 분전했지만, 니콜을 뒤받침해줄 제 2공격수 부재와 줄리안 포셋(Juliann Faucette)의 부상이 팀 리시버 라인 붕괴로 이어져 2라운드 전패로 당해, 결국 결승 토너먼트 진출에는 실패했다. 2016년 1월 7-9일 미국 네브라스카 링컨에서 열리는 리오 올림픽 배구 북중미 결선에 미국 대표팀로 차출되면서 리그 2라운드 8경기중 잔여 3경기에는 불참하였다.

### 이고르 노바라 (2015-2016 시즌)
2016년 1월 4일 이탈리아 세리아 A1(1부리그) 노바라 배구팀과 계약했다. 정규 시즌 4위로 플레이오프에 진출하였으나 모데나에게 1승 2패를 당하며, 시즌을 마감하였다.

### 사리예르 벨레디예스포르 (2016 시즌)
2016년 7월 13일 터키 사리예르 벨레디예스포르와 계약했다. 그러나, 12월 구단과 합의하에 계약을 해지했다.

### 이모코 발리 코넬리아노 (2016-2017시즌)
시즌 후반을 위해 전력 강화를 노리는 이탈리아 1부리그 2위인 이모코와 계약했다. 주전 아포짓으로 활약, 소속팀의 2016-17시즌 이탈리아 컵 우승에 기여하였다. 소속팀이 유럽 챔피언스 리그 결승에 진출했으나, 바키뱅크에게 패했다. 이탈리아 리그 플레이오프 준결승전에서 내리 패하면서 시즌을 마감하였다.

### 프라이아 클루비 (2017-2019시즌)
2017년 6월, 브라질 리그 3위를 차지한 프라이아와 계약했다. 시즌 초반에 종아리 부상으로 한달 가까이 결장했지만, 팀이 정규시즌 21승 1패로 수퍼리가 리그 우승을 차지하면서 플레이오프에 진출했다. 부상 여파로 부진했던 시즌과 달리, 플레이오프 중요 승부처에서 맹활약하며 챔피언쉽 우승에 큰 기여를 하였고, 프로선수 생활 처음으로 챔피언 트로피를 차지했다.

### 국가대표 (2015)
- 2015 월드 그랑프리 미국 대표로 선발되어, 세트 중간 교체 선수로 출전해 좋은 모습을 보여주었다. 월드 그랑프리 예선 막바지 팬-아메리칸 게임 대표팀으로 자리를 옮겨, 주 득점원으로 맹활약하였다. 브라질과의 결승전에서 21득점(공격 성공률 61.29%)을 올리며, 팀을 우승으로 이끌었다.

- 8월 일본에서 열린 월드컵에 참가하여 팀내 가장 많은 득점(110점)을 기록하며, 전체 선수중 공격 성공률 4위(50%), 블럭 순위 8위(세트당 0.58개)에 오르는 등 대회 내내 좋은 모습을 보여주었다. 특히 케냐전에서 경기 MIP(most improved player)상을 받았다. 하지만 팀은 러시아와 세르비아에게 패하면서 아쉽게도 3위에 그쳤다.

- 9월 멕시코에서 열린 북중미(NORCECA) 대륙 챔피언쉽 대회에 주전 아포짓으로 출전해서, 결승에서 도미니카 공화국을 3:1로 꺾고 팀을 우승으로 이끌었다. 꾸준한 득점력을 보이며, 대회 MVP를 수상했다.

### (2016)
- 1월 미국에서 열린 리오 올림픽 북중미 최종 예선 토너먼트에서 주전 아포짓으로 출장, 3경기 동안 38득점(공격성공률50%)을 기록[16]하며 팀을 올림픽 본선으로 이끌었다. 경기 내내 꾸준한 활약으로 대회 MVP와 베스트 아포짓 상을 수상하였다.
- 6월 월드 그랑프리 2주차부처 출전하여, 터키전에서 레이첼 아담스와 더불어 양팀 최다인 15득점(공격 성공률 42.8% 블럭 2점, 서비스 에이스 1점)을, 독일전에서는 팀 최다 15득점(공격 성공률 51.7%)을, 중국전에서는 교체 선수로 출전 1득점(공격 성공률 16.7%)을 기록했다. 며칠 후, 안타깝게도 리오 올림픽 출전 명단에서 제외되었다.[17]

## 지도자 경력
2020년 은퇴 이후 오하이오 주립대학교에서 코치로 활동하였다.

## 가족 관계
- 아버지 밥 포셋
- 어머니 킴 포셋
- 남동생 조 포셋

## 취향
- 좋아하는 가수 : 콜드플레이
- 좋아하는 프로팀 : 뉴욕 양키스
- 좋아하는 책 : 천사와 악마
- 좋아하는 드라마 : 그레이 아나토미
- 좋아하는 책 : 소설 벨 자(The Bell Jar)
- 좋아하는 영화 : 나폴레옹 다이나마이트(Napoleon Dynamite)
- 좋아하는 음식 : 중식

## 수상 경력

### 고등학교
- CBC 퍼스트 팀 4회 (2002–05)
- 디스트릭트 6 퍼스트 팀 4회 (2002–05)
- 디스트릭트 6 올해의 선수 3회 (2003–05)
- 오하이오 퍼스트 팀 3회 (2003–05)
- 2004–05 오하이오 게토레이 올해의 선수
- 2005 배구 매거진 Fab 50
- 2005 Prepvolleyball.com "Senior Ace" #3
- 2005 오하이오 고등학교 매거진 올해의 선수
- 2005 Prepvolleyball.com 올해의 선수 결선 진출
- 오하이오주 스파이크 성공 기록 보유자 (1,513)

### 대학
| - 전미 배구 감독 협회(AVCA)상 4회 (2005, 세컨드 팀; 2006, 2007 & 2008, 퍼스트 팀) - 빅 텐 퍼스트 팀 4회 (2005–08) - 전미 배구 감독 협회 중동부 지역 퍼스트 팀 4회 (2005–08) - 2009 혼다 브로더릭 컵 결선 진출 - 2008–09 펜실베이니아 올해의 여성 운동선수 - 2008 혼다상 배구부분 수상 - 2008 전미 배구 감독 협회 올해의 선수 - 2008 배구 매거진 올해의 선수 공동수상 - 2008 배구 매거진 전미 퍼스트 팀 - 2008 NCAA 토너먼트 4강 팀 - 2008 NCAA 유니버시티 파크 지역 올 토너먼트 팀 - 2008 올해의 빅 텐 선수상 - 2008 이주의 빅 텐 선수상 (9/1, 9/22, 10/6) - 2008 햄프톤 인 펜 스테이트 클래식 최우수 선수(Most Outstanding Player) - 2008 시카고 클래식 챔피온쉽 올 토너먼트 팀 - 2008 하외이안 에어라인 클래식 MVP - 2008 프리시즌 만장일치 올 빅 텐 - 2007 NCAA 파이널 4 올 토너먼트 팀 - 2007 NCAA 유니버시티 파크 지역 올 토너먼트 팀 - 2007 배구 매거진 전미 퍼스트 팀 - 2007 프리시즌 만장일치 올 빅 텐 - 2007 펜 스테이트 클래식 올 토너먼트 팀 | - 2007 예일 클래식 올 토너먼트 팀 - 2007 빅 텐 이주의 선수 (10/8) - 2007 펜실페이니아 주립대 골든 발리볼(1000 공격 성공) - 2006 배구 매거진 전미 퍼스트 팀 - 2006 NCAA 시애틀 지역 올 토너먼트 팀 - 2006 빅 텐 이주의 선수 (9/4) - 2006 텍사스 인비테이셔날 MVP - 2006 LSU 클래식 MVP - 2006 아카데미 올-빅 텐 - 2006 프리시즌 만장일치 올-빅 텐 - 2005 전미 배구 감독 협회 중동부 지역 올해의 신입생 - 2005 전미 배구 감독 협회 중동부 지역 올해의 신입생 - 2005 배구 매거진 올해의 신입생 - 2005 빅 텐 올해의 신입생 - 2005 빅 텐 신입생 팀 - 2005 하외이안 에어라인 클래식 올 토너먼트 팀 - 2005 네브라스카 플레이어 챌린지 올 토너먼트 팀 - 2005 펜 스테이트 클래식 올 토너먼트 팀 - 2005 NCAA 토너먼트 1경기 최고 공격성공률 88.9% 기록 - 2005 빅 텐 이주의 선수상 (9/26, 11/14, 11/28) |

### 프로리그
- 2012-2013 한국 V리그 올스타전 MVP
- 2012-2013 한국 V리그 득점상 (875점)
- 2012-2013 한국 V리그 서브상 (세트당 0.566로 V리그 역대 2위기록, 1위는 2014-15 시즌에 폴리나 라히모바가 기록한 0.629)
- 2014-2015 한국 V리그 올스타
- 2014-2015 한국 V리그 베스트 7 라이트
- 2014-2015 한국 V리그 정규리그 공동 MVP

(총 28표중 니콜 포셋 12표, 이효희 12표, 문정원 3표, 폴리나 라히모바 1표)

### 국가대표
- 2013 팬-아메리칸 배구 컵 금메달
- 2013 팬-아메리칸 배구 컵 MVP
- 2013 팬-아메리칸 배구 컵 최고 서브상
- 2014 세계 여자 배구 선수권 대회 금메달
- 2015 팬-아메리칸 게임 금메달
- 2015 팬-아메리칸 게임 베스트 아포짓
- 2015 북중미(NORCECA) 대륙 챔피언쉽 MVP
- 2016 리오 올림픽 북중미(NORCECA) 최종 토너먼트 MVP
- 2016 리오 올림픽 북중미(NORCECA) 최종 토너먼 베스트 아포짓